# Wilhelm Plath
Wilhelm Plath (* 7. November 1795 in Hamburg; † 12. Mai 1877 in Braunschweig) war ein deutscher Geburtshelfer, Kinderarzt und Schriftsteller.

## Leben
Plath war der Sohn des Holzhändlers Johann Christian Plath (1738–1817) aus dessen zweiten Ehe mit Christiane Misler (1759–1850), Tochter des Oberaltensekretärs Johann Gottfried Misler (1720–1789). Der Prediger an Sankt Michaelis Johann Christian Plath (1790–1852) war sein Bruder.
Nach seiner Schulbildung an der Gelehrtenschule des Johanneums nahm Plath, wie sein Bruder Christian, 1813 und 1814 bei den Bremen-Verdenschen Husaren unter Oberstleutnant von dem Bussche mit der Deutschen Legion am Feldzug gegen die Franzosen teil. Nach dem Frieden erlernte er von 1815 bis 1819 die Handlung in Hamburg und von 1820 bis 1822 in Magdeburg. Da ihm das kaufmännische jedoch nicht zusagte, studierte er ab 1823 Medizin an der Friedrichs-Universität in Halle an der Saale. 1826 promovierte er hier bei Kurt Sprengel (1766–1833) zum Doktor der Medizin. Er ließ sich dann in Hamburg als Kinderarzt und Geburtshelfer nieder. 1857 zog er sich als Rentner nach Braunschweig zurück und widmete sich seinen literarischen Arbeiten.

## Familie
Am 3. Juli 1830 heiratete Plath Amalie Schütt (1802–1883), Tochter des Hamburger Buchhalters und Maklers Georg Christian Schütt (1772–1814). Da diese Ehe kinderlos blieb, nahm er drei Pflegetöchter bei sich auf:
- Elisabeth geb. Gutmann ⚭ Otto Haeusler
- Lucie geb. Gutmann
- Marie Margrete geb. Kleinfang ⚭ Albert Deichmann

## Werke (Auswahl)
- De Tubo intestinali, eiusque in nonnullis morbis vi et dignitate. Gebauer, Halle an der Saale 1826.
- Instruction für die Hebammen der Stadt Hamburg und deren Gebietes. Meissner, Hamburg 1832.
- Lehrbuch der Geburthülfe für Hebammen. Hoffmann und Campe, Hamburg 1840.
- Wilhelm Plath (Hrsg.): Briefe eines Arztes an eine junge Mutter. Perthes-Besser & Mauke, Hamburg 1858 (Digitalisat bei Google Books – 308 S.).
- Wilhelm Plath (Hrsg.): Briefe eines Arztes an eine junge Mutter. 2. Auflage. Perthes-Besser & Mauke, Hamburg 1861 (367 S., mit einem Anhang über Kinderkrankheiten).
- Die Psalmen Davids in metrischer Form. Otto Meißner Verlag, Hamburg 1866, S. 176 (Digitalisat bei Google Books).
- Aus den Papieren eines älteren Arztes. Mauke, Hamburg 1868 (Digitalisat auf den Seiten der Bayerischen Staatsbibliothek).